# زبان بجه
زبان بجه (Bidhaawyeet یا Tubdhaawi) یک زبان آفروآسیایی از شاخه کوشی است که در سواحل غربی دریای سرخ توسط مردم بجه صحبت می‌شود. تعداد سخنرانان آن حدود یک تا دو میلیون نفر است که در بخش‌هایی از مصر، سودان و اریتره ساکن هستند. 